# 国頭御殿
国頭御殿（くにがみうどぅん、琉球方言でくんじゃんうどぅん）は、馬思良・国頭親方正胤 を元祖とする琉球王国の貴族。代々国頭間切（現：国頭村）の按司地頭を務めた琉球王国の大名。馬氏国頭御殿は、第二尚氏の分家以外では、唯一の御殿であった（八世正美は向氏からの養子であったため、結局は第二尚氏の血統となった）。

## 概要
一世・正胤は、尚円王がまだ無官だった頃に、王を助けた奥間カンジャーの次男と言われる。三世・正格は、尚元王が大島遠征の途上病気になった際、その治癒を祈って身代わりとなり病死したとされ、その大功により按司を贈位され、子孫も代々按司を賜るという破格の待遇を受けた。国頭御殿は第二尚氏の血統以外では唯一の御殿である。
六世・正弥は薩摩滞在中に大坂夏の陣が起こり、島津家久より国頭左馬頭の名と太刀を賜り従軍したが、戦いは終わっていた。七世・正則は江戸上り（慶賀使）の正使を務め、王子位を賜っている。十五世・正秀も総理官代理としてフランスのセシーユ提督と会見、退去させた功により、王子位を賜る。

## 系譜
- 一世・馬思良・国頭親方正胤
- 二世・馬誠驥・国頭親方正鑑
- 三世・馬順徳・国頭按司正格
- 四世・馬似竜・国頭按司正致
- 五世・国頭按司正影
- 六世・馬瑞彩・国頭按司正弥（正影次男）
- 七世・馬国隆・国頭王子正則
- 八世・国頭按司正美（向氏玉城御殿四世・高嶺按司朝喜の三男。正則に嗣子無きため婿養子となる。室は正則長女・真朝苅金）
- 九世・国頭按司正長
- 十世・馬元亮・国頭按司正実
- 十一世・馬承基・国頭按司正方
- 十二世・国頭按司正倉
- 十三世・国頭按司正雄
- 十四世・国頭按司正盛
- 十五世・馬克仁・国頭王子正秀